# Desa Pasiripis (administrativ by i Indonesien, lat -6,64, long 108,18)
Desa Pasiripis är en administrativ by i Indonesien.   Den ligger i provinsen Jawa Barat, i den västra delen av landet, 150 km öster om huvudstaden Jakarta.